# روبرت هازارد
روبرت هازارد (بالإنجليزية: Robert Hazard)‏ هو كاتب أغاني أمريكي، ولد في 21 أغسطس 1948 في فيلادلفيا في الولايات المتحدة، وتوفي في 5 أغسطس 2008 في بنسيلفانيا في الولايات المتحدة بسبب سرطان البنكرياس.

## وصلات خارجية
- روبرت هازارد على موقع IMDb (الإنجليزية)
- روبرت هازارد على موقع ميوزك برينز (الإنجليزية)
- روبرت هازارد على موقع أول ميوزيك (الإنجليزية)
- روبرت هازارد على موقع ديسكوغز (الإنجليزية)